# Familia Bălăceanu
Familia Bălăceanu (în italiană Balachiano) este o familie boierească din Țara Românească, care își trage numele de la localitatea Balaci, din județul Teleorman, unde se aflau moșiile. În prezent acolo se păstrează ruinele curții boierești, cât și biserica fondată la 1684 de Constantin Bălăceanu.

## Membri
- Badea Bălăceanu, mare vornic, tatăl lui Constantin Bălăceanu
- Pătrașco Bălăceanu, fratele lui Badea Bălăceanu
- Constantin Bălăceanu (d. 1690), fiul lui Badea Bălăceanu, pretendent la tronul lui Constantin Brâncoveanu
- Ioan Bălăceanu, grof
- Ștefan Bălăceanu, logofăt
- Constantin Bălăceanu-Stolnici, om de știință, academician